# Szostaki (powiat bialski)
Szostaki – wieś w Polsce położona w województwie lubelskim, w powiecie bialskim, w gminie Kodeń.
W latach 1975–1998 miejscowość należała administracyjnie do województwa bialskopodlaskiego. 
Wieś jest sołectwem w gminie Kodeń. Według Narodowego Spisu Powszechnego (III 2011 r.) liczyła 46 mieszkańców i była czternastą co do wielkości miejscowością gminy Kodeń.
W 2009 roku zniesiono nazwę Za Brodnicą, która dotychczas była częścią wsi Szostaki.
Wierni Kościoła rzymskokatolickiego należą do parafii św. Anny w Kodniu.